# سامی مبارک
سامی مبارک (عربی: سامي مبارك فرج باعوين؛ زادهٔ ۱۲ نوامبر ۱۹۹۱) بازیکن فوتبال اهل عمان است.
از باشگاه‌هایی که در آن بازی کرده‌است می‌توان به باشگاه فوتبال ظفار، باشگاه ورزشی النصر، و باشگاه فوتبال الشعله عربستان سعودی اشاره کرد.
وی همچنین در تیم ملی فوتبال عمان بازی کرده‌است.